# Neil McDonald
Pour les articles homonymes, voir MacDonald.
Neil McDonald est un joueur d'échecs anglais et un auteur de livres sur les échecs né le 21 janvier 1967 à Gravesend dans le Kent, grand maître international depuis 1996.
Au 1er janvier 2024, il est le 30e joueur  anglais avec un classement Elo de 2 407 points.

## Biographie et carrière
Neil McDonald obtint le titre de maître international en 1986 et le titre de grand maître international en 1996.
Neil McDonald remporta trois tournois à Londres en 1984, le tournoi de Budapest (Eliekes) en 1995 et 2003, Dublin et Londres en 1997 et Hampstead en 1998.
Il a participé au championnat d'Europe d'échecs junior de 1986, marquant 6,5 points sur 13 et à la Coupe d'Europe des clubs d'échecs en 1998 et 1999.

## Publications
- Positional Sacrifices, 1995
- Modern Chess Miniatures, 1995
- Think Like a Chess Master: Planning, 1995
- Winning with the Kalashnikov, 1995
- Practical Endgame Play, 1996
- Mastering the French, 1997
- Opening Guides: Dutch Leningrad, 1997
- The Sveshnikov Sicilian, 1999
- The French Winawer, 2000
- The Modern Defence, 2000
- Défense Main Line Caro Kann, 2001
- Concise Chess Openings, 2001
- Concise Chess Endings, 2002
- Mastering Checkmates, 2003
- Mastering Chess Tactics, 2003
- Starting Out: The English, 2003
- The King's Gambit: A Modern View of a Swashbuckling Opening, 2003
- The Benko Gambit Revealed, 2004
- Concise Chess Middlegames, 2004
- Chess: The Art of Logical Thinking - From the First Move to the Last, 2004
- The Sicilian Bb5 Revealed, 2005
- Starting Out: The Dutch Defence, 2005
- Starting Out: 1. e4: A reliable repertoire for the improving player, 2006
- Starting Out: Queen's Gambit Declined, 2006
- The Art of Planning in Chess: Move By Move, 2006
- The Masters: Rudolf Spielmann Master of Invention, 2006
- Chess Success: Planning After the Opening, 2007
- Chess Secrets: The Giants of Strategy: Learn from Kramnik, Karpov, Petrosian, Capablanca and Nimzowitsch, 2007
- Chess Secrets: The Giants of Power Play: Learn from Topalov, Geller, Bronstein, Alekhine and Morphy, 2009
- How to Play against 1. e4, 2009
- Starting Out: The Réti, 2010
- Play the Dutch: An Opening Repertoire for Black Based on the Leningrad Variation, 2010
- The Ruy López: Move by Move, 2011
- Break the Rules!: a modern look at chess strategy, 2012
- King's Indian Attack: Move by Move, 2014
- Starting Out: 1. d4 & 1. e4, 2017
- The Catalan: Move by Move, 2017
- How to play against 1. d4 and 1. e4, 2017
- A Complete Repertoire based on Nc3 and Nc6, 2018
- A complete guide to flank openings, 2019
- Coach Yourself: A Complete Guide to Self Improvement at Chess, 2019
- Your Chess Battle Plan, 2020
- Attack!: The Subtle Art of Winning Brilliantly, 2021
- Dynamic Defence, 2021
- Pressure Play, 2023